# Odd Grenland Ballklubb 2012
Questa voce raccoglie le informazioni riguardanti l'Odd Grenland Ballklubb nelle competizioni ufficiali della stagione 2012.

## Stagione
L'Odd Grenland chiuse il campionato al 10º posto in classifica, con 39 punti. Un punto gli fu detratto per irregolarità economiche. L'avventura nella Coppa di Norvegia 2012 terminò al quarto turno, con l'eliminazione per mano dello Haugesund. Steffen Hagen fu il calciatore più utilizzato in stagione, con le sue 34 presenze (di cui 30 in campionato). I migliori marcatori furono Torgeir Børven, Adem Güven e Frode Johnsen, con 8 reti ciascuno.

## Maglie e sponsor
Lo sponsor tecnico per la stagione 2012 fu Adidas, mentre lo sponsor ufficiale fu Skagerak. La divisa casalinga fu composta da una maglietta bianca con inserti neri, pantaloncini neri e calzettoni bianchi. Quella da trasferta prevedeva invece una maglietta nera, pantaloncini bianchi e calzettoni neri.
| Casa | Trasferta |

## Rosa
| N. |                     | Ruolo | Calciatore            |
| -- | ------------------- | ----- | --------------------- |
| 1  | Norvegia (bandiera) | P     | André Hansen          |
| 2  | Norvegia (bandiera) | D     | Emil Jonassen         |
| 3  | Norvegia (bandiera) | D     | Fredrik Semb Berge    |
| 4  | Norvegia (bandiera) | D     | Morten Fevang         |
| 5  | Ghana (bandiera)    | D     | Paul Addo             |
| 6  | Norvegia (bandiera) | C     | Simen Brenne          |
| 7  | Norvegia (bandiera) | A     | Adem Güven            |
| 8  | Norvegia (bandiera) | C     | Jone Samuelsen        |
| 9  | Svezia (bandiera)   | A     | Mattias Andersson     |
| 10 | Norvegia (bandiera) | C     | Magnus Lekven         |
| 11 | Norvegia (bandiera) | A     | Frode Johnsen         |
| 12 | Norvegia (bandiera) | P     | Nicolai Larsen Berg   |
| 13 | Norvegia (bandiera) | P     | Andreas Lie           |
| 14 | Nigeria (bandiera)  | A     | George White Agwuocha |

| N. |                     | Ruolo | Calciatore            |
| -- | ------------------- | ----- | --------------------- |
| 15 | Norvegia (bandiera) | A     | Elbasan Rashani       |
| 16 | Norvegia (bandiera) | C     | Alexander Corovic     |
| 17 | Norvegia (bandiera) | D     | Niklas Gunnarsson     |
| 18 | Norvegia (bandiera) | C     | Herolind Shala        |
| 19 | Norvegia (bandiera) | A     | Snorre Krogsgård      |
| 20 | Norvegia (bandiera) | C     | Fredrik Oldrup Jensen |
| 21 | Norvegia (bandiera) | D     | Steffen Hagen         |
| 22 | Norvegia (bandiera) | A     | Torgeir Børven        |
| 23 | Norvegia (bandiera) | D     | Lars-Kristian Eriksen |
| 25 | Norvegia (bandiera) | C     | Mathias Fredriksen    |
| 26 | Norvegia (bandiera) | D     | Thomas Grøgaard       |
| 27 | Norvegia (bandiera) | A     | Jonas Bjørn Heiland   |
| 28 | Norvegia (bandiera) | A     | Dag Alexander Olsen   |

## Calciomercato

### Sessione invernale(dal 01/01 al 31/03)
| Acquisti | Acquisti              | Acquisti   | Acquisti |
| R.       | Nome                  | da         | Modalità |
| -------- | --------------------- | ---------- | -------- |
| D        | Lars-Kristian Eriksen | svincolato |          |
| A        | Adem Güven            | svincolato |          |

| Cessioni | Cessioni         | Cessioni      | Cessioni   |
| R.       | Nome             | a             | Modalità   |
| -------- | ---------------- | ------------- | ---------- |
| D        | Ulf Riis         | Pors Grenland | definitivo |
| C        | Håvard Storbæk   |               | svincolato |
| A        | Magnus Myklebust |               | svincolato |

### Sessione estiva(dal 01/08 al 31/08)
| Acquisti | Acquisti            | Acquisti | Acquisti   |
| R.       | Nome                | da       | Modalità   |
| -------- | ------------------- | -------- | ---------- |
| A        | Dag Alexander Olsen | Valencia | definitivo |

| Cessioni | Cessioni       | Cessioni  | Cessioni   |
| R.       | Nome           | a         | Modalità   |
| -------- | -------------- | --------- | ---------- |
| C        | Magnus Lekven  | Esbjerg   | definitivo |
| A        | Torgeir Børven | Vålerenga | definitivo |

## Risultati

### Eliteserien

#### Girone di andata
| Arbitro: | Johnsen (Tønsberg) |

|  |           |                                           |
|  | Marcatori | 45’, 64’ Brochmann 57’ Hopen 71’ Furebotn |

| Arbitro: | Døvle (Larvik) |

|               |           |  |
| Danielsen 75’ | Marcatori |  |

| Arbitro: | Skjerven (Kaupanger) |

|                        |           |  |
| Børven 12’ Eriksen 62’ | Marcatori |  |

| Arbitro: | Hansen (Feda) |

|                         |           |               |
| Phillips 22’ Tollås 75’ | Marcatori | 64’ Krogsgård |

| Arbitro: | Kjensli (Oslo) |

|                   |           |         |
| Fevang 59’ (rig.) | Marcatori | 7’ Duré |

| Arbitro: | Johnsen (Tønsberg) |

|  |           |                       |
|  | Marcatori | 3’ Johnsen 30’ Børven |

| Arbitro: | Hagen (Grue) |

|                        |           |                     |
| Johnsen 76’ Brenne 88’ | Marcatori | 11’ Kara 12’ Norbye |

| Arbitro: | Kjensli (Oslo) |

|            |           |                                         |
| Beugre 74’ | Marcatori | 33’, 39’ Güven 55’ Krogsgård 75’ Brenne |

| Arbitro: | Berntsen (Vang) |

|                             |           |                                  |
| Børven 2’ Fevang 35’ (rig.) | Marcatori | 41’ Saaliti 55’ (rig.) Skjølsvik |

| Trondheim 20 maggio 2012, ore 20:00 10ª giornata | Rosenborg        | 0 – 0 referto | Odd Grenland | Lerkendal Stadion (9.822 spett.)\| Arbitro: \| Moen (Haugesund) \| |
| Arbitro:                                         | Moen (Haugesund) |               |              |                                                                    |

| Arbitro: | Sælen (Bergen) |

|         |           |  |
| Aas 87’ | Marcatori |  |

| Arbitro: | Staberg (Harstad) |

|                              |           |                       |
| Brenne 26’ Børven 74’ (rig.) | Marcatori | 29’, 36’, 60’ Nielsen |

| Arbitro: | Sælen (Bergen) |

|                                   |           |            |
| Berget 22’ Hoseth 38’, 64’ (rig.) | Marcatori | 90’ Børven |

| Arbitro: | Døvle (Larvik) |

|                      |           |             |
| Güven 31’ Børven 50’ | Marcatori | 79’ Décamps |

| Arbitro: | Moen (Haugesund) |

|                                                                 |           |                         |
| Jonsson 28’ Korcsmár 50’, 67’ Sokolowski 64’ Austin 83’ Ojo 90’ | Marcatori | 41’ Berge 62’ Andersson |

#### Girone di ritorno
| Arbitro: | Skjerven (Kaupanger) |

|                           |           |              |
| Børven 34’ Aas 50’ (aut.) | Marcatori | 42’ Diomande |

| Arbitro: | Nilsen |

|  |           |            |
|  | Marcatori | 75’ Børven |

| Arbitro: | Sandmoen (Kjelsås) |

|             |           |                                             |
| Johnsen 56’ | Marcatori | 14’, 18’ Vet. Berisha 38’ Nisja 58’ Ørnskov |

| Arbitro: | Berntsen (Vang) |

|                                        |           |             |
| Berre 14’ Fellah 19’ Hansen 55’ (aut.) | Marcatori | 81’ Rashani |

| Arbitro: | Døvle (Larvik) |

|           |           |  |
| Shala 65’ | Marcatori |  |

| Arbitro: | Hansen (Feda) |

|  |           |                |
|  | Marcatori | 85’ Gunnarsson |

| Arbitro: | Hagen (Grue) |

|           |           |                          |
| Shala 80’ | Marcatori | 3’ Eiríksson 40’ Brustad |

| Skien 23 settembre 2012, ore 18:00 23ª giornata | Odd Grenland | 0 – 0 referto | Molde | Skagerak Arena (4.930 spett.)\| Arbitro: \| Nilsen \| |
| Arbitro:                                        | Nilsen       |               |       |                                                       |

| Sandnes 30 settembre 2012, ore 18:00 24ª giornata | Sandnes Ulf          | 0 – 0 referto | Odd Grenland | Sandnes Idrettspark (3.273 spett.)\| Arbitro: \| Skjerven (Kaupanger) \| |
| Arbitro:                                          | Skjerven (Kaupanger) |               |              |                                                                          |

| Arbitro: | Sandmoen (Kjelsås) |

|  |           |           |
|  | Marcatori | 73’ Prica |

| Arbitro: | Skjerven (Kaupanger) |

|          |           |           |
| Moen 38’ | Marcatori | 88’ Olsen |

| Arbitro: | Nilsen |

|                                                |           |  |
| Shala 59’ Güven 64’ Krogsgård 66’ Agwuocha 87’ | Marcatori |  |

| Arbitro: | Berntsen (Vang) |

|                                            |           |                      |
| Halvorsen 10’, 67’ Srećković 34’ Pusic 45’ | Marcatori | 77’ Güven 86’ Brenne |

| Arbitro: | Edvartsen (Hamar) |

|                                   |           |  |
| Brenne 20’ Fevang 28’ Johnsen 44’ | Marcatori |  |

### Coppa di Norvegia
| Gvarv 1º maggio 2012, ore 18:00 Primo turno                                           | Gvarv     | 0 – 4 referto                                       | Odd Grenland | Gvarv Stadion |
| \| \| \| \| \| \| Marcatori \| 5’, 14’ Rashani 79’ (aut.) Pettersen 90’ Fredriksen \| |           |                                                     |              |               |
|                                                                                       |           |                                                     |              |               |
|                                                                                       | Marcatori | 5’, 14’ Rashani 79’ (aut.) Pettersen 90’ Fredriksen |              |               |

| Arbitro: | Gya |

|  |           |                                     |
|  | Marcatori | 7’, 75’ Güven 17’, 20’, 77’ Johnsen |

| Arbitro: | Rafiq |

|                    |           |                                     |
| Sveen 16’ Berg 40’ | Marcatori | 19’ Güven 35’ Samuelsen 64’ Johnsen |

| Arbitro: | Johnsen (Tønsberg) |

|  |           |                      |
|  | Marcatori | 55’ Sema 90’ Skartun |

## Statistiche

### Statistiche di squadra
| Competizione      | Punti | In casa | In casa | In casa | In casa | In casa | In casa | In trasferta | In trasferta | In trasferta | In trasferta | In trasferta | In trasferta | Totale | Totale | Totale | Totale | Totale | Totale | DR |
| Competizione      | Punti | G       | V       | N       | P       | Gf      | Gs      | G            | V            | N            | P            | Gf           | Gs           | G      | V      | N      | P      | Gf     | Gs     | DR |
| ----------------- | ----- | ------- | ------- | ------- | ------- | ------- | ------- | ------------ | ------------ | ------------ | ------------ | ------------ | ------------ | ------ | ------ | ------ | ------ | ------ | ------ | -- |
| Eliteserien       | 39    | 15      | 6       | 4       | 5       | 23      | 21      | 15           | 5            | 3            | 7            | 17           | 22           | 30     | 11     | 7      | 12     | 40     | 43     | -3 |
| Coppa di Norvegia | -     | 1       | 0       | 0       | 1       | 0       | 2       | 3            | 3            | 0            | 0            | 12           | 2            | 4      | 3      | 0      | 1      | 12     | 4      | +8 |
| Totale            | -     | 16      | 6       | 4       | 6       | 23      | 23      | 18           | 8            | 3            | 7            | 29           | 24           | 34     | 14     | 7      | 13     | 52     | 47     | +5 |

### Statistiche dei giocatori
| Giocatore        | Eliteserien | Eliteserien | Eliteserien | Eliteserien | Coppa di Norvegia | Coppa di Norvegia | Coppa di Norvegia | Coppa di Norvegia | Totale   | Totale | Totale      | Totale     |
| Giocatore        | Presenze    | Reti        | Ammonizioni | Espulsioni  | Presenze          | Reti              | Ammonizioni       | Espulsioni        | Presenze | Reti   | Ammonizioni | Espulsioni |
| ---------------- | ----------- | ----------- | ----------- | ----------- | ----------------- | ----------------- | ----------------- | ----------------- | -------- | ------ | ----------- | ---------- |
| P. Addo          | 11          | 0           | 1           | 0           | 1                 | 0                 | 0                 | 0                 | 12       | 0      | 1           | 0          |
| G. Agwuocha      | 5           | 1           | 0           | 0           | 1                 | 0                 | 0                 | 0                 | 6        | 1      | 0           | 0          |
| M. Andersson     | 12          | 1           | 0           | 0           | 2                 | 0                 | 0                 | 0                 | 14       | 1      | 0           | 0          |
| N. Berg          | 0           | 0           | 0           | 0           | 0                 | 0                 | 0                 | 0                 | 0        | 0      | 0           | 0          |
| F. Berge         | 21          | 1           | 3           | 0           | 3                 | 0                 | 0                 | 0                 | 24       | 1      | 3           | 0          |
| T. Børven        | 19          | 8           | 1           | 0           | 3                 | 0                 | 0                 | 0                 | 22       | 8      | 1           | 0          |
| S. Brenne        | 25          | 5           | 2           | 0           | 2                 | 0                 | 0                 | 0                 | 27       | 5      | 2           | 0          |
| A. Corovic       | 0           | 0           | 0           | 0           | 1                 | 0                 | 0                 | 0                 | 1        | 0      | 0           | 0          |
| L. Eriksen       | 9           | 1           | 1           | 0           | 1                 | 0                 | 0                 | 0                 | 10       | 1      | 1           | 0          |
| M. Fevang        | 26          | 4           | 1           | 0           | 2                 | 0                 | 0                 | 0                 | 28       | 4      | 1           | 0          |
| M. Fredriksen    | 0           | 0           | 0           | 0           | 2                 | 1                 | 0                 | 0                 | 2        | 1      | 0           | 0          |
| T. Grøgaard      | 0           | 0           | 0           | 0           | 0                 | 0                 | 0                 | 0                 | 0        | 0      | 0           | 0          |
| N. Gunnarsson    | 22          | 1           | 2           | 0           | 4                 | 0                 | 1                 | 0                 | 26       | 1      | 3           | 0          |
| A. Güven         | 27          | 5           | 2           | 0           | 4                 | 3                 | 0                 | 0                 | 31       | 8      | 2           | 0          |
| S. Hagen         | 30          | 0           | 1           | 0           | 4                 | 0                 | 0                 | 0                 | 34       | 0      | 1           | 0          |
| A. Hansen        | 29          | 0           | 0           | 1           | 1                 | 0                 | 0                 | 0                 | 30       | 0      | 0           | 1          |
| J. Heiland       | 0           | 0           | 0           | 0           | 0                 | 0                 | 0                 | 0                 | 0        | 0      | 0           | 0          |
| F. Johnsen       | 29          | 4           | 1           | 0           | 3                 | 4                 | 0                 | 0                 | 32       | 8      | 1           | 0          |
| E. Jonassen      | 22          | 0           | 0           | 0           | 3                 | 0                 | 0                 | 0                 | 25       | 0      | 0           | 0          |
| S. Krogsgård     | 28          | 3           | 1           | 0           | 2                 | 0                 | 0                 | 0                 | 30       | 3      | 1           | 0          |
| M. Lekven        | 12          | 0           | 2           | 0           | 2                 | 0                 | 0                 | 0                 | 14       | 0      | 2           | 0          |
| A. Lie           | 3           | 0           | 0           | 0           | 3                 | 0                 | 0                 | 0                 | 6        | 0      | 0           | 0          |
| F. Oldrup Jensen | 8           | 0           | 0           | 0           | 2                 | 0                 | 0                 | 0                 | 10       | 0      | 0           | 0          |
| D. Olsen         | 6           | 1           | 1           | 0           | 0                 | 0                 | 0                 | 0                 | 6        | 1      | 1           | 0          |
| E. Rashani       | 16          | 1           | 3           | 0           | 2                 | 2                 | 0                 | 0                 | 18       | 3      | 3           | 0          |
| J. Samuelsen     | 25          | 0           | 1           | 1           | 3                 | 1                 | 1                 | 0                 | 28       | 1      | 2           | 1          |
| H. Shala         | 26          | 3           | 1           | 0           | 3                 | 0                 | 0                 | 0                 | 29       | 3      | 1           | 0          |